# Vaux-sous-Aubigny
Vaux-sous-Aubigny är en kommun i departementet Haute-Marne i regionen Grand Est (tidigare regionen Champagne-Ardenne) i nordöstra Frankrike. Kommunen ligger i kantonen Prauthoy som tillhör arrondissementet Langres. År 2018 hade Vaux-sous-Aubigny 734 invånare.

## Befolkningsutveckling
Antalet invånare i kommunen Vaux-sous-Aubigny
| Referens: INSEE |